# Comuna Krasnosillea, Oleksandrivka
Krasnosillea (în ucraineană Красносілля) este o comună în raionul Oleksandrivka, regiunea Kirovohrad, Ucraina, formată din satele Hutnîțka și Krasnosillea (reședința).

## Demografie
Componența lingvistică a comunei Krasnosillea
     Ucraineană (97,3%)
     Rusă (1,86%)
     Alte limbi (0,24%)
Conform recensământului din 2001, majoritatea populației comunei Krasnosillea era vorbitoare de ucraineană (97,3%), existând în minoritate și vorbitori de rusă (1,86%).